# Gjaidsteig
Le Gjaidsteig est un sentier, en partie une via ferrata, dans le chaînon nord des Karwendel.
En Allemagne, le chemin va de Mittenwald au Hochlandhütte, puis il passe entre le Wörner et le Hochkarspitze. On entre ensuite en Autriche entre le Vogelkarspitze et l'Östliche Karwendelspitze dans la Karwendeltal jusqu'au Karwendelhaus.

## Source de la traduction
- (de) Cet article est partiellement ou en totalité issu de l’article de Wikipédia en allemand intitulé « Gjaidsteig » (voir la liste des auteurs).

1. ↑  (de) Georg Bayerle, « Spurensuche: Die Flucht von Wilhelm Hoegner übers Karwendel », sur Bayerischer Rundfunk, 16 juillet 2023 (consulté le 31 janvier 2025)